# Genovai főegyházmegye
A Genovai főegyházmegye (latinul: Archidioecesis Ianuensis) a római katolikus egyház főegyházmegyéje Olaszországban. A 3. századból származik, érsekségi rangra 1133. március 20-án emelték. A főegyházmegyével 1986-ban egyesült a  Bobbio-San Colombanói egyházmegye, ekkor Genova-Bobbiói főegyházmegye lett a neve, azonban az egyesítést  1989-ben megszüntették, a főegyházmegye neve ismét Genovai főegyházmegye lett.
Szuffragáns egyházmegyéi: az Albenga-Imperiai egyházmegye, a Chiavari egyházmegye, a La Spezia-Sarzana-Brugnatói egyházmegye, a Savona-Noli egyházmegye, a Tortonai egyházmegye és a Ventimiglia-San Remó-i egyházmegye.

## Története
Az egyházmegye története a 4. századig nyúlik vissza, bár az első századokról keveset tudunk. Az első írásos bizonyíték a keresztények jelenlétére egy 362-ből származó sírfelirat. Az egyházmegye alapítása is erre az időszakra tehető, a legenda szerint a város első püspöke Szent Valentinus a 4. század elején élt. Biztosan csak annyit tudhatunk, hogy 381-ben már létezett püspökség, ekkor vett részt ugyanis egy aquileiai zsinaton Diogenes mint genovai püspök. Genova ekkor a milánói érsek szuffragáneusa volt, s a két püspökség története sokáig összefonódott. 568-ban ide menekült Szent Oronatus milánói érsek a lombardiai üldöztetések elől, ezt követően pedig közel egy évszázadon át itt székelt utódai is. Ez idő alatt a városnak saját püspöke nem volt. 1118-ban készült el a mai is álló Szent Lőrinc-katedrális, melyet II. Geláz pápa szentelt fel. 1133-ban II. Ince pápa főegyházmegyei és metropolitai rangra emelte Genovát, végleg kivonva Milánó hatalma alól.
1892-ben keleti területeiből XIII. Leó pápa új egyházmegyét alapított. Az 1986-os olaszországi egyházmegyei reform során hozzácsatolták az egykori Bobbiói egyházmegyét, ekkor a Genova-Bobbiói főegyházmegye nevet kapta. Ezt a területet azonban 1989-ben újra leválasztották róla, azóta ismét a Genovai főegyházmegye nevet viseli.

## Az egyházmegye püspökei

### Genova püspökei
A püspökök névsora erősen hiányos, általában pontos évszámokat sem ismerünk.
- Szent Valentinus (4. század)
- Szent Felice (4. század)
- Szent Syrus (4. század)
- Diogenes (381 körül)
- Szent Romulus (5. század)
- Pascasius (481 körül)
- Conradus Mezanello (1084 körül)
- Cyriacus (1090 körül)
- Augurius (1095–1098)
- Airaldo Guaraco (1099-1116)
- Otto (1117–1120)
- Sigifredus (1123–1129)

### Genova érsekei

#### 1400-ig
- Siro de’ Porcello bíboros (1130–1163) 1133-tól Genova első érseke
- Ugone della Volta	(1163–1188)
- Boniface (1188–1203)
- Ottone II Ghiglini	(1203–1239)
- Giovanni de’ Rossi	(1239–1252)
- Gualtiero da Vezzano (1253–1274)
- Bernardo de’ Arimondi (1276–1287)
- Opizzino Fieschi (1288–1292)
- Boldog Jacopo da Varazze (1292–1298)
- Porchetto Spinola (1299–1321)
- Bartolomeo de’ Maroni (1321–1335)
- Dino de’ Tusci (1336–1342)
- Giacomo Peloso da Santa Vittoria (1342–1349)
- Bertrando Bessaduri (1349–1358)
- Guido Scetten (1358–1368)
- Andrea della Torre (1368–1377)
- Lanfranco Sacco (1377–1382)
- Giacomo III Fieschi (1383–1400)

#### 1400-tól 1700-ig
- Pileo de’ Marini (1400–1433)
- Pietronzino de’ Giorgi (1433–1436)
- Giorgio Fieschi (1436–1439)
- Giacomo Imperiale (1439–1452)
- Paolo di Campofregoso bíboros (I.) (1453–1495)
- Giorgio Costa (1495–1496)
- Paolo di Campofregoso (II.) (1496–1498)
- Giovanni Maria Sforza (1498–1520)
- Innocenzo Cybo bíboros (1520–1550)
- Gerolamo Sauli (1550–1559)
- Agostino Maria Salvago (1559–1567)
- Cipriano Pallavicino (1567–1586)
- Antonio Sauli bíboros (1586–1591)
- Alessandro Centurione (1591–1596)
- Matteo Rivarola (1596–1600)
- Orazio Spínola bíboros (1600-1616)
- Domenico de Marini, jeruzsálemi címzetes pátriárka (1616–1635)
- Stefano Durazzo bíboros (1635–1664)
- Giambattista Spinola (1664–1681)
- Giulio Vincenzo Gentile  (1681–1694)
- Giovanni Battista Spínola (1694–1705)

#### 1700 óta
- Lorenzo Fieschi bíboros (1705–1726)
- Nicolò Maria de’ Franchi (1726–1746)
- Giuseppe Maria Saporiti (1746–1767)
- Giovanni Lercari (1767–1802)
- Giuseppe Spina bíboros (1802. május 24. – 1816. december 13.)
- Luigi Emmanuele Lambruschini, B., bíboros (1819–1830. június 26.)
- Placido Maria Tadini, O.C.D., bíboros (1831. október 28. – 1847. november 22.)
- Salvatore Magnasco (1871–1892)
- Boldog Tommaso Reggio (1892–1901)
- Edoardo Pulciano (1901. november 16. – 1911. december 25.)
- Tommaso Boggiani, O.P., bíboros  (1919. március 10. – 1921)
- Carlo Minoretti bíboros (1925. január 16. – 1938. március 13.)
- Pietro Boetto, S.J., bíboros  (1938. március 17. – 1946. január 31.)
- Giuseppe Siri bíboros (1946. május 14. – 1987. július 6.)
- Giovanni Canestri bíboros (1987. július 6. – 1995. április 20.)
- Dionigi Tettamanzi bíboros (1995. április 20. – 2002. július 11.)
- Tarcisio Bertone, S.D.B., bíboros (2002. december 10. – 2006. szeptember 15.)
- Angelo Bagnasco bíboros (2006. augusztus 29. – 2020. május 8.)
- Marco Tasca, O.F.M.Conv. (2020. május 8. –)

## A Genovai egyháztartomány
A Genovai egyháztartomány Olaszország egyik egyháztartománya, metropolitája a genovai érsek. 1133-ban, Genova érseki rangra emelésével jött létre. Ekkor a szomszédos Bobbio és Brugnato, valamint korzikai egyházmegyék lettek szuffragáneusai, később ezek többször is változtak. Genova mellett ma hat egyházmegye alkotja.
Genova egyben a Liguriai egyházi régió központja is, ennek elnöke a genovai érsek. Az egyházi régió a Genovai egyháztartomány egyházmegyéiből áll.

### A Genovai egyháztartomány egyházmegyéi
| Egyházmegye                             | Alapítás                              | Terület, hívők              | Püspök                    | Székesegyház | Kép |
| --------------------------------------- | ------------------------------------- | --------------------------- | ------------------------- | --- | --- |
| Genovai főegyházmegye                   | 4. század                             | 967 km² 674 520 fő (84,0%)  | Marco Tasca, O.F.M. Conv. | Szent Lőrinc-főszékesegyház, Genova |     |
| Albenga-Imperiai egyházmegye            | 4. század (Mint Albengai egyházmegye) | 939 km² 153 000 fő (90,0%)  | Guglielmo Borghetti       | Szent Mihály arkangyal-székesegyház, Albenga; Szent Mauricius és vértanútársai-társszékesegyház, Imperia                                                       |     |
| Chiavari egyházmegye                    | 1892. december 12.                    | 560 km² 135 331 fő (96,4%)  | Alberto Tanasini          | Miasszonyunk-székesegyház, Chiavari |     |
| La Spezia-Sarzana-Brugnatói egyházmegye | 1133 (Mint Brugnatói egyházmegye)     | 881 km² 217 290 fő (98,8%)  | Luigi Ernesto Palletti    | Krisztus Király-székesegyház, La Spezia; Nagyboldogasszony-társszékesegyház, Sarzana; Szent Péter, Szent Lőrinc és Szent Colombanus-társszékesegyház, Brugnato |     |
| Savona-Noli egyházmegye                 | 680 (Mint Vado Ligure-i egyházmegye)  | 394 km² 152 500 fő (98,5%)  | Calogero Marino           | Nagyboldogasszony-székesegyház, Savona; Szent Péter-társszékesegyház, Noli                                                                                     |     |
| Tortonai egyházmegye                    | 1892. december 12.                    | 2350 km² 275 840 fő (97,8%) | Vittorio Viola O.F.M.     | Nagyboldogasszony és Szent Lőrinc-székesegyház, Tortona |     |
| Ventimiglia-San Remo-i egyházmegye      | 670 (Mint Ventimigliai egyházmegye)   | 654 km² 141 300 fő (97,0%)  | Antonio Suetta            | Nagyboldogasszony-székesegyház, Ventimiglia; Szent Syrus-társszékesegyház, Sanremo                                                                             |     |

## Szomszédos egyházmegyék
- Acqui egyházmegye
- Chiavari egyházmegye
- Savona-Noli egyházmegye
- Tortonai egyházmegye

## Fordítás
- Ez a szócikk részben vagy egészben  a   Roman Catholic Archdiocese of Genoa című angol Wikipédia-szócikk fordításán alapul.  Az eredeti cikk szerkesztőit annak laptörténete sorolja fel. Ez a jelzés csupán a megfogalmazás eredetét és a szerzői jogokat jelzi, nem szolgál a cikkben szereplő információk forrásmegjelöléseként.